# Dialektik der Natur
Dialektik der Natur ist das unvollendete Werk von Friedrich Engels zur Philosophie der Naturwissenschaften, das die Grundzüge des Materialismus darstellt, in einer Kritik der Naturphilosophie und der metaphysischen Ideen, die in den Naturwissenschaften der Mitte des 19. Jahrhunderts verbreitet waren.
Die Manuskripte bestehen aus insgesamt vier Konvoluten, die aus den Jahren vor und nach der Veröffentlichung des Anti-Dühring stammen, woraus zu Lebzeiten Engels’ nichts veröffentlicht worden war. Nach seinem Tode erschienen daraus zwei Artikel in Zeitschriften (Anteil der Arbeit an der Menschwerdung der Affen. 1896; Die Naturforschung in der Geisterwelt. 1898). 
Vollständig wurde die Dialektik der Natur zum ersten Male im Jahre 1925 in der UdSSR in deutscher Sprache herausgebracht, zusammen mit einer russischen Übersetzung. Spätere Ausgaben waren 1935 in der Originalsprache in der Marx-Engels-Gesamtausgabe: Friedrich Engels: Herrn Eugen Dührings Umwälzung der Wissenschaft. – Dialektik der Natur 1873–1882 und eine russischen 1941, die Muster war für weitere internationale Ausgaben.

## Skizze des Gesamtplans
1. Historische Einleitung: in der Naturwissenschaft ist durch ihre eigene Entwicklung die metaphysische Auffassung unmöglich geworden.
2. Gang der theoretischen Entwicklung in Deutschland seit Hegel (alte Vorrede). Rückkehr zur Dialektik vollzieht sich unbewusst, daher widerspruchsvoll und langsam.
3. Dialektik als Wissenschaft des Gesamtzusammenhangs, Hauptgesetze: Umschlag von Quantität und Qualität – Gegenseitiges Durchdringen der polaren Gegensätze und Ineinander-Umschlagen, wenn auf die Spitze getrieben – Entwicklung durch den Widerspruch oder Negation der Negation – Spirale Form der Entwicklung.
4. Zusammenhang der Wissenschaften: Mathematik, Mechanik, Physik, Chemie, Biologie, St. Simon (Comte) und Hegel.
5. Aperçus über die einzelnen Wissenschaften und deren dialektischen Inhalt:
  1. Mathematik: dialektische Hülfsmittel und Wendungen. – Das Mathematisch-Unendliche wirklich vorkommend;
  2. Mechanik des Himmels – jetzt aufgelöst in einen Prozeß. – Mechanik: Ausgegangen von der Inertia, die nur der negative Ausdruck der Unzerstörbarkeit der Bewegung ist;
  3. Physik – Übergänge der molekularen Bewegungen ineinander, Clausius und Loschmidt;
  4. Chemie: Theorien. Energie;
  5. Biologie. Darwinismus. Notwendigkeit und Zufälligkeit.
6. Die Grenzen des Erkennens, Du Bois-Reymond und Nägeli – Helmholtz, Kant, Hume.
7. Die mechanische Theorie, Haeckel.
8. Die Plastidulseele – Haeckel und Nägeli.
9. Wissenschaft und Lehre – Virchow.
10. Zellenstaat – Virchow.
11. Darwinistische Politik und Gesellschaftslehre – Haeckel und Schmidt. – Differentiation des Menschen durch Arbeit. – Anwendung der Ökonomie auf die Naturwissenschaft. Helmholtz’ »Arbeit« (»Populäre Vorträge«, II)[1]